# Reto Zinsli
Reto Zinsli (ur. 12 stycznia 1952) – szwajcarski judoka. Olimpijczyk z Monachium 1972, gdzie zajął siódme miejsce w wadze półśredniej.
Uczestnik mistrzostw świata w 1971 i 1973 roku. Uczestnik turniejów międzynarodowych.

## Letnie Igrzyska Olimpijskie 1972
| Konkurencja | Eliminacje             | Repasaże                       | Repasaże                    | Klas. końcowa |
| Konkurencja | Przeciwnik I           | Przeciwnik I                   | Przeciwnik II               | Miejsce       |
| ----------- | ---------------------- | ------------------------------ | --------------------------- | ------------- |
| 70 kg       | Dietmar Hötger (GDR) P | Justin Andriamanantena (MAD) Z | Engelbert Dörbrandt (FRG) P | 7.            |